# Wulf Böhmcker

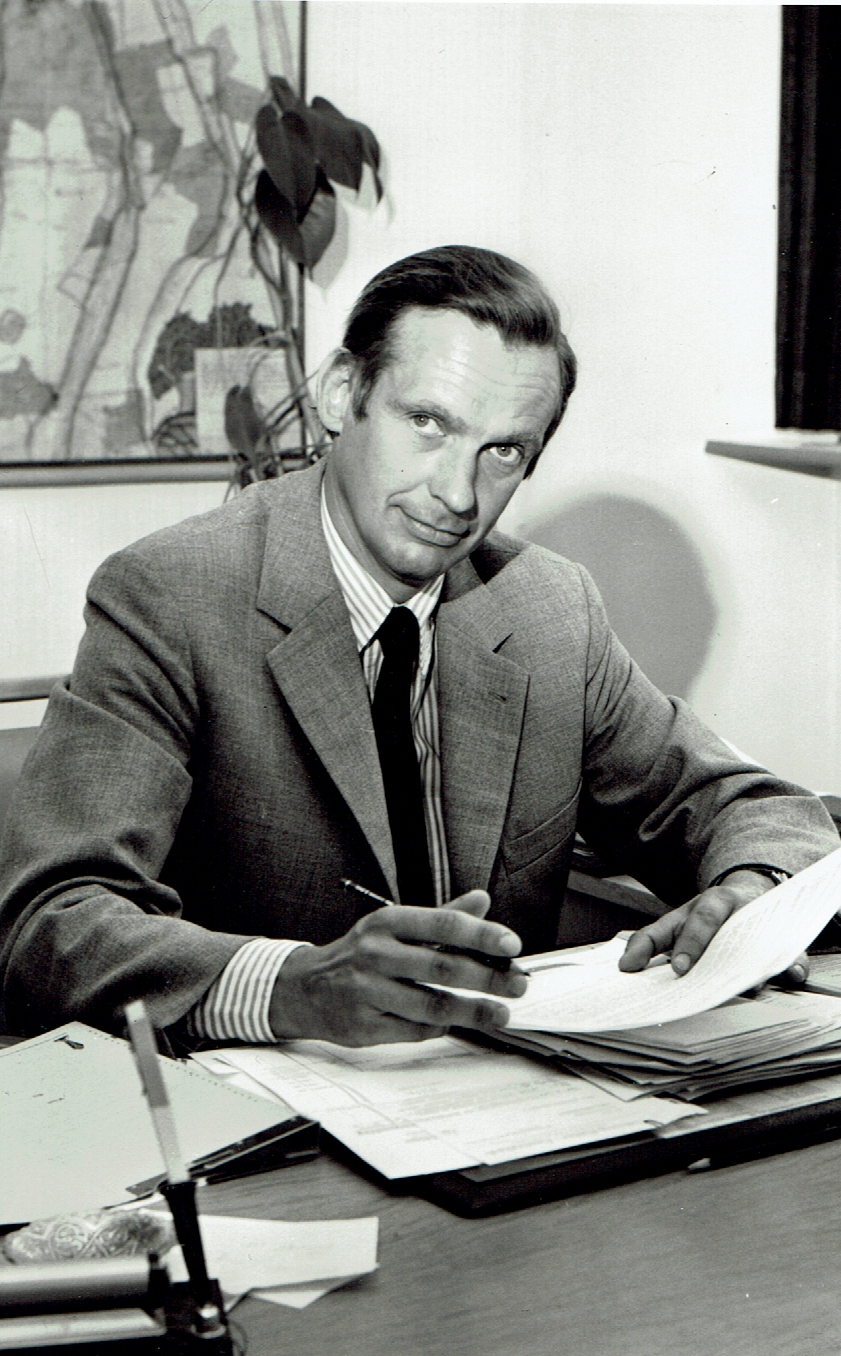
Im Büro von Riedesel in der Burg Lauterbach

 Wulf Ehmke Böhmcker (* 20. Mai 1929 in Lübeck; † 26. Mai 2024 in Lauterbach (Hessen)) war ein deutscher Forstmann, Berater und Waldbesitzer. Er war Träger des Bundesverdienstkreuzes am Bande.

## Werdegang
Böhmcker wurde als Sohn des Hans Böhmcker und dessen Frau Elisabeth Böhmcker geboren. Er leistete im Anschluss an das Abitur auf dem Katharineum zu Lübeck seine einjährige forstliche Lehrzeit ab. Sein Studium (1950 bis 1954) absolvierte er an der forstlichen Fakultät der Georg-August-Universität Göttingen in Hannoversch Münden und ein Semester an der ETH Zürich. Er gehörte der Mündener Gesellschaft Tanne an.
Nach seinem Staatsexamen wurde er 1957 in den Landesdienst Schleswig-Holstein übernommen und mit der Durchführung mehrerer Aufforstungsprojekte betraut.

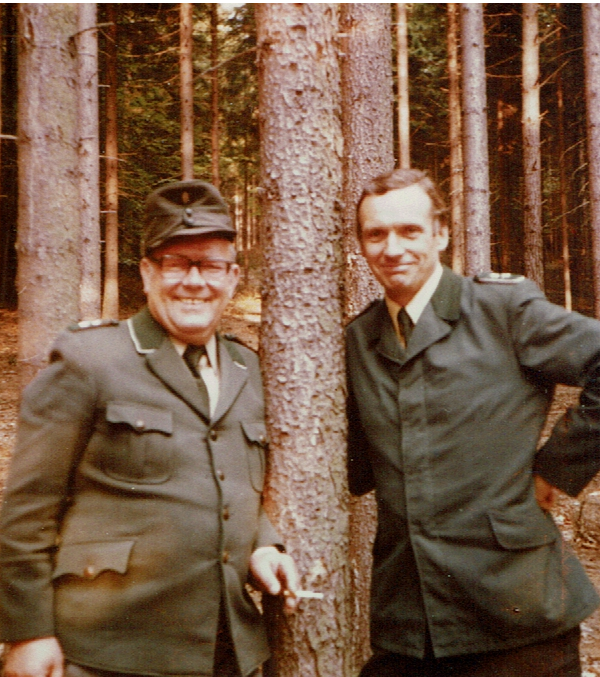
Wulf Böhmcker (rechts) mit Revierförster Heinrich Leonhard

Im Alter von 32 Jahren wechselte er in die Waldgesellschaft der Riedesel Freiherren zu Eisenbach im hessischen Lauterbach und übernahm am 1. Februar 1962 die Leitung des Privat-Forstamtes Ziegenberg. Ein Jahr später wurde er Leiter und Forstdirektor der gesamten Riedeselschen Forsten. 1972 wurde er zum Geschäftsführer der Firma Sämtliche Riedesel Freiherren zu Eisenbach (Industriebetriebe) OHG und gleichzeitig zum Vorsitzenden der Geschäftsleitung für alle Betriebe bestellt. 1989 war die Waldgesellschaft der Riedesel Freiherren zu Eisenbach mit 13.300 ha der drittgrößte privater Waldbesitzer Deutschlands. Neben einer heimatnahen sukzessiven Vermehrung des Waldes baute er zusätzlich in den Vereinigten Staaten (Georgia) die Riedesel Forest Company mit rund 3.000 ha Wald auf. Sein Werk war ferner in seiner Epoche das hierzulande größte private Dienstleistungsunternehmen für den Einsatz von Forstmaschinen. Unter seiner Ägide schloss das Haus Riedesel 1988 mit dem Land Hessen den ersten Vertrag über freiwilligen Naturschutz (Vertragsnaturschutz) ab. So wurden zahlreiche Einzelbiotope, Naturdenkmäler und Naturschutzgebiete als Folge dieser Verpflichtung auch ohne hoheitliche Maßnahmen auf privatem Wege geschützt und fortentwickelt. In 32 Jahren forstlicher Tätigkeit hat Wulf Böhmcker den Wald des Hauses Riedesel tiefgreifend geformt und aus einer Forstverwaltung ein modernes und leistungsfähiges Forstunternehmen aufgebaut. Zu seinen Ehren benannte das Haus Riedesel eine Kreuzung "Wulf-Böhmcker-Platz". 

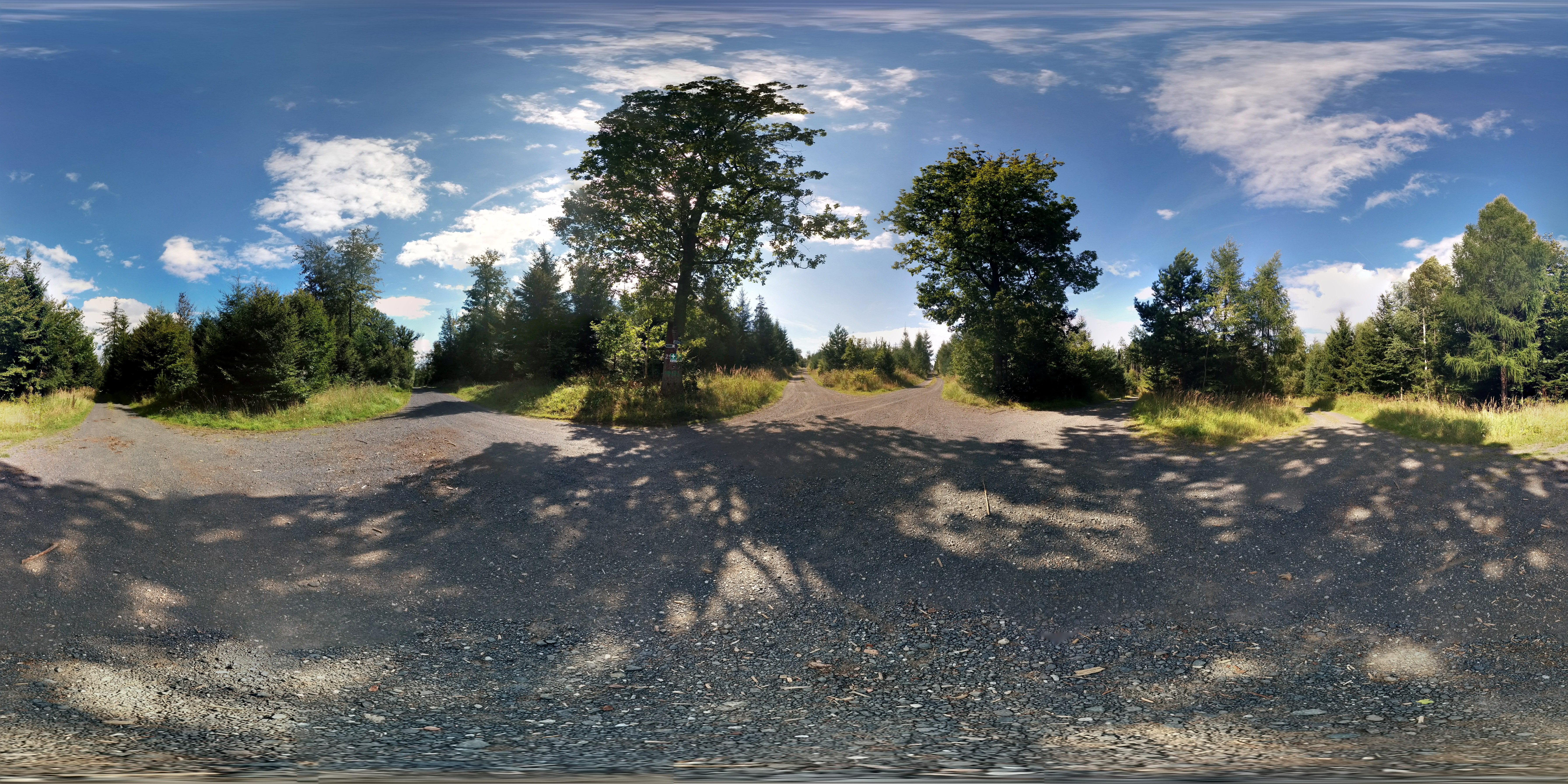
Wulf-Böhmcker-Platz

Holzmarkt war für Wulf Böhmcker forstbetriebliches Kerngeschäft und persönliche Leidenschaft. Seine Beiträge im Holzmarktausschuss des Deutschen Forstwirtschaftsrates, dem er jahrzehntelang als Mitglied und zeitweise auch als stellvertretender Vorsitzender für die Arbeitsgemeinschaft Deutscher Waldbesitzerverbände (AGDW) angehörte, hatten starkes Gewicht. Auch brachte er achtzehn private Forstbetriebe zur Holzerzeugergemeinschaft Vogelsberg mit rund 50.000 ha Wald zusammen, um gemeinschaftlich und gebündelt Industrieholz zu verkaufen.  Wulf Böhmcker war längere Zeit Vorsitzender des Fachausschusses EDV beim Kuratorium für Waldarbeit und Forsttechnik (KWF), was den Prozess einer voll integrierten Datenverarbeitung im eigenen Betrieb beschleunigt hat.

## Selbstständige Tätigkeiten
Nach seiner Pensionierung gründete er das forstwirtschaftliche Beratungsunternehmen Böhmcker Consulting. Zu den wesentlichen Beratungsmandaten zählten die BVVG, für die er als Mitglied des Beirates die Privatisierung des ehemaligen volkseigenen Staatsforstes der DDR mitgestaltete.
1991 beriet er Europas größten Waldbesitzer, Thurn und Taxis. Gloria von Thurn und Taxis, die ihre Unternehmen nach dem Tode ihres Mannes umstrukturierte, berief ihn in den Aufsichtsrat.
Wulf Böhmcker erwarb eigene forstwirtschaftliche Flächen in Georgia, USA, und Thüringen, Deutschland, die er mit seinen Unternehmen Boehmcker Timberlands und Böhmcker Forst bewirtschaftete.

## Ehrenamtliche Tätigkeiten

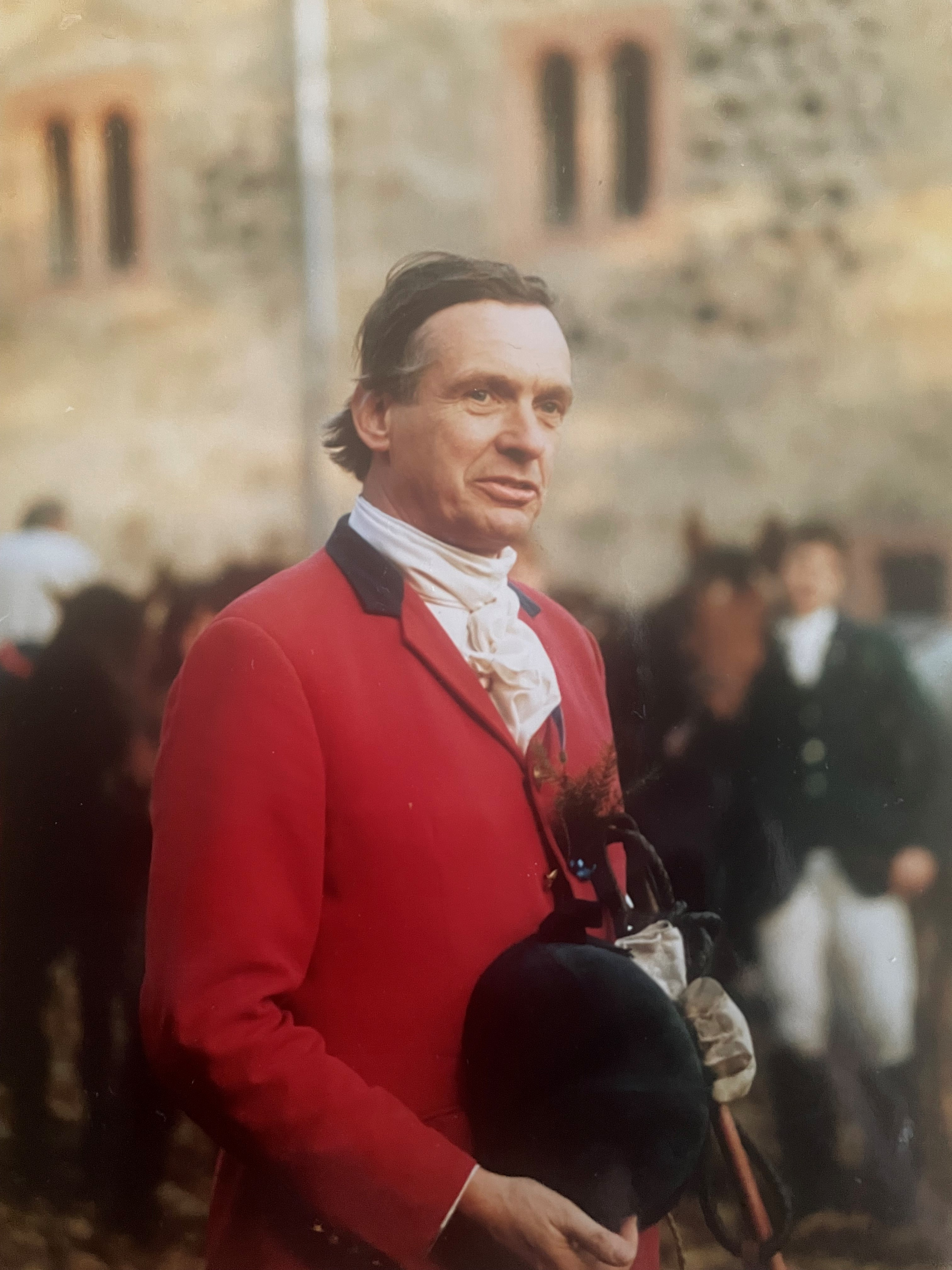
Wulf Böhmcker, Präsident der Taunusmeute e.V., 1983 in Menzingen

- Erster Vorsitzender der Jägervereinigung Lauterbach e.V. von 1965 bis 1970[6]
- Erster Vorsitzender des Reit- und Fahrvereins Lauterbach Stadt und Land e.V. von 1980 bis 1989[7]
- Präsident der Taunus-Meute e.V. von 1980 bis 1989 und danach Ehrenpräsident[8][9]
- Unterstützung des Life Terra Projekts[10]

## Auszeichnungen
- Ehrenbrief des Landes Hessen, ausgestellt 1986 für langjährige ehrenamtliche Tätigkeit[11]
- Bundesverdienstkreuz am Bande, verliehen 1991 für sein herausragendes Engagement für die deutsche Forstwirtschaft[11]
- Heinrich-Christian-Burckhardt-Medaille, verliehen 1995 von der Forstlichen Fakultät der Georg-August-Universität Göttingen für Verdienste um die Forstwissenschaft und deren praktische Anwendungen